# くそガキの告白
『くそガキの告白』（くそがきのこくはく）は、2012年6月30日公開の日本映画。

## 概要
本作は2012年2月にゆうばり国際ファンタスティック映画祭にて初上映され、審査員特別賞をはじめ、マスコミ・興行関係者が選ぶシネガーアワード、ベストアクター賞（今野浩喜）、観客のアンケートより選出されるゆうばりファンタランド大賞人物部門（今野浩喜）の四冠を獲得した。
監督・脚本を務めたのは、これが劇場デビュー作となる鈴木太一。30歳をすぎても映画監督を夢見る鈴木自身の境遇と経験を元に描いた半自伝的な物語である本作は、単なるダメ人間讃歌ではなく人の心を抉り取った人間ドラマであり、彼の思いが画面一杯にギラギラとみなぎった、これぞデビュー作という熱い青春映画となっている。

## ストーリー
映画監督を夢見る馬場大輔（32歳）は「俺の世界観！」と格好つけているくせに映画を撮ろうともせず、周囲の物に当たり散らしてばかり。二人暮らしの母親には「いいかげん自分の食いぶちくらい自分で稼ぎなさい。三十すぎてみっともない」と呆れられている。そんなどうしようもないくそガキ野郎が恋をした。やがてくそガキ野郎は自分と世界を真剣に見つめはじめる。

## キャスト
- 馬場大輔 - 映画監督志望：今野浩喜（キングオブコメディ）
- 木下桃子 - 女優：田代さやか
- 花岡哲哉 - 映画監督、馬場の昔のサークル仲間：辻岡正人
- 城島正志 - 映画プロデューサー：北山ひろし
- カズマ：片山享
- シンゴ：太田正一
- 少年：國田一成
- 母： 石井トミコ
- 美沙都：今井りか
- キリエ：仲川遥香（JKT48／当時AKB48）
- ケイコ：樋口史
- ミノル：松木大輔
- 古本屋店員：高橋健一（キングオブコメディ）

- 森本73子
- 鈴木雄貴
- 平野舞
- 映画スタッフ - 根岸憲一

## スタッフ
- 監督・脚本 - 鈴木太一
- プロデューサー - 小林憲史
- 撮影 - 福田陽平
- 美術 - 寺尾淳
- 音楽 - 佐藤和郎、八澤勉
- 録音 - 成ヶ澤玲
- 照明 - 上村奈帆
- 衣裳デザイン - 袴田知世枝
- メイク - 前田美沙子
- ライン・プロデューサー - 和田紳助
- 助監督 - 荒井純恵
- スタント - 南辻史人、柴田愛之助
- 監督助手 - 石井翔
- 撮照助手 - 小川健太、大塚優
- 録音助手 - 杉浦青
- 美術助手 - 吉岡里紗
- 衣装助手 - 田中悦子
- 制作進行 - 杉山優
- メイキング - 矢口鉄太郎
- 脚本協力 - 怪談サークルとうもろこしの会
- 制作支援 - 政岡雄介、池谷明人、鈴木八代江

## 音楽
- 主題歌 - 太陽族「YOU」
- 挿入歌 -　loosey「PHOENIX」

## DVD・Blu-ray
2013年12月3日発売。
- 発売元 - 日活
- 販売元 - ハピネット